# Eois bolana
Eois bolana är en fjärilsart som beskrevs av Paul Dognin 1899. Eois bolana ingår i släktet Eois och familjen mätare. Inga underarter finns listade i Catalogue of Life.